# Красное знамя (газета, Руза)
«Кра́сное зна́мя» — еженедельная газета Рузского городского округа Московской области.
Информирует своих читателей о ситуации в регионе, о работе областной Думы, об обсуждаемых и уже принятых законах депутатами районов, городских и сельских поселений. Также освещает деятельность правительства области. Важнейшее место на страницах издания занимает жизнь района.

## История
Газета была создана в сентябре 1920 года органом районной организации ВКП(б) и райисполкома Совета депутатов трудящихся. Изначально издание называлось «Известия УИК…», потом оно было переименовано в «Красный пахарь».
С 1930 до середины 1960-х годов газета носила название «На боевом посту». В 1941 году два номера были подпольно изданы во время оккупации Рузского района немецкими военными. Они печатались в лесной землянке, куда незадолго до прихода немцев передали небольшой печатный станок, шрифты и бумагу. В период оккупации главным редактором газеты являлся Сергей Самойлович Осипов.
5 августа 1959 года в газете «На боевом посту» было опубликовано сообщение об изменении названия газеты по решению бюро ЦК КПСС и вышестоящих партийных органов. В следующем номере издание уже выпустилось под нынешним названием «Красное знамя».
Учредители издания: «Информационное агентство Рузского района Московской области» и администрация Рузского муниципального района. С 1931 по 1934 год издателем газеты являлся орган Рузского РК ВКП(б), РИК(а) и Райпрофсовета Московской области, с 1934 по 1940 год — орган Рузского РК ВКП(б) и РИК(а) Московской области, с 1940 по 1952 год — орган Рузского РК ВКП(б) и райсовета депутатов трудящихся Московской области, с 1952 по 1977 год — орган Рузского КПСС и районного Совета депутатов трудящихся Московской области, с 1977 по 1990 год — орган Рузского КПСС и районного Совета народных депутатов Московской области, в 1990 году — орган Рузского КПСС и районного Совета народных депутатов Московской области. Нынешний издатель — «Информационное агентство Рузского района Московской области».

## Настоящее время

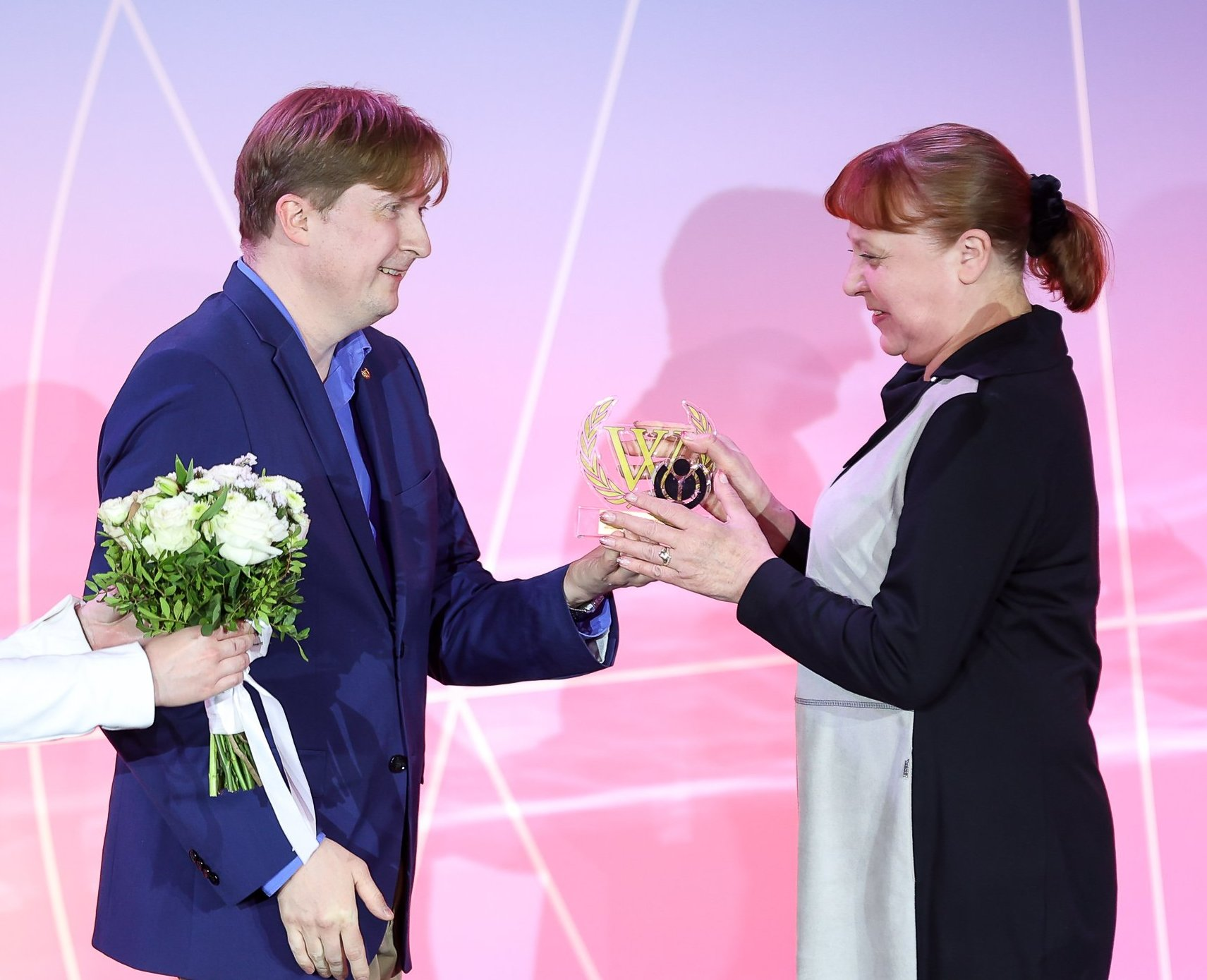
Исполнительный директор «Викимедиа РУ» Станислав Козловский вручает директору Рузского информационного агентства Ирине Кулаковой специальный приз Экспертного совета премии Губернатора Московской области «Медиана» и Викимедиа РУ «Свободные знания для Википедии»

Тираж газеты — 4000 экземпляров, издание полноцветное, состоит из 16 полос (по состоянию на сентябрь 2022 года). «Красное знамя» выходит один раз в неделю по четвергам.
Главным редактором газеты является Ирина Кулакова. Штат сотрудников состоит из 10 человек.
В 2021 году в рамках первого вручения премии Губернатора Московской области в сфере СМИ, интернет-блогов и соцсетей «Медиана» Рузское информационное агентство и газета «Красное знамя» были удостоены специального приза экспертного совета премии и некоммерческого партнёрства Викимедиа РУ «Свободные знания для Википедии» за перевод своего вебсайта на свободную лицензию Creative Commons Attribution.